# 화성 트로이군

화성과 목성의 트로이군을 표시한 그림으로, 화성의 트로이군은 군(초록)과 군(파랑)으로 나뉜다.

1600년~2500년 동안 1999 UJ_{7}의 궤도를 태양과 화성에 대해 상대적으로 나타낸 모습.
태양·
1999 UJ7·
화성

1600년~2500년 동안 2007 NS_{2}의 궤도를 태양과 화성에 대해 상대적으로 나타낸 모습.
태양·
2007 NS2·
화성

화성 트로이군(Mars trojans)은 트로이군으로, 화성과 궤도를 공유하며 태양 주변을 도는 소행성의 집합이다.
화성 트로이군의 기원은 밝혀지지 않았다. 보통 태양계 형성 초기에 화성이 형성되고 남은 물질이 트로이군으로 남아 있는 것으로 여겨지나, 분광학적 분석을 통한 결과는 이를 뒷받침하지 않는다. 태양계 형성 초기 무작위로 돌아다니던 소행성이 화성의 라그랑주점에 포획된 것이라는 해석도 있으나, 이러한 천체는 통상 역학적으로 매우 불안정하다는 점에서 논란이 있다. 5261 유레카를 포함해 화성 트로이군 천체 3개는 감람석이 풍부한데, 소행성대에는 감람석이 드물기 때문에 화성과 어떠한 원시 행성이 충돌했을 때의 잔재로 보기도 한다.
천체의 궤도가 서로 매우 유사하다는 점에서, L5 트로이군의 소천체 대부분은 5261 유레카가 야르콥스키 효과에 의한 빠른 자전으로 분해되고 남은 조각으로 추정된다. 유레카의 자전 주기는 2.69시간이다. L4 천체인 1999 UJ7은 자전 주기가 50시간 정도로 아주 길며, 자전 양상이 매우 복잡하기 때문에 야르콥스키 효과에 의한 자전 가속을 겪지 않은 것으로 추정된다.

## 목록
현재 화성 트로이군으로 안정하게 존재하는 천체는 7개가 발견되어 있으며, 이 중 소행성체 센터가 공인한 수는 4개이다. 화성 트로이군 후보 천체도 1개 존재한다. 소행성체 센터가 공인한 화성 트로이군 천체는 *을 붙여 표시하였다.
L4 (앞쪽):
- (121514) 1999 UJ7 *

L5 (뒤쪽):
- 5261 유레카 *
- (101429) 1998 VF31 *
- (311999) 2007 NS2 *
- (385250) 2001 DH47
- 2011 SC191
- 2011 UN63

후보
- 2011 SL25

## 같이 보기
- 트로이군
  - 목성 트로이군
  - 해왕성 트로이군